# ビデオレイ
ビデオレイ（英語：VideoRay）とは、インスペクションクラスの水中潜水型の遠隔操作無人探査機（ROV）。ビデオレイは、スーツケースサイズのコントロールパネルから、銅線または光ファイバーケーブルで接続され、有線を介した操作が行われる。
ビデオレイには、水深76 m（250 ft）から1,000 m（3,280 ft）まで様々な定格深度の種類があり、養殖や漁業分野、科学捜査や犯罪現場の調査、捜索・救助活動、港湾警備活動、爆発物処理、水道局、ヨット、スポーツフィッシング・水中海洋生物観察、難破船における財宝探査、科学・研究分野での海洋生息地観察、ダム検査、オフショア石油・ガスリグ検査や観察、その他様々な水中観察アプリケーションを通じて利用されている。
スキャニング・ソナーやイメージング・ソナー、衛星測位システム、マニピュレーターなどのアタッチメントを利用し、港湾警備や船舶検査、深海にある沈没船の位置特定や撮影、探査を行っている。アメリカ国内では、米国陸軍工兵隊、米国移民税関捜査局、ニューヨーク市警察（NYPD）、フグロ社、ロングビーチ港港湾パトロール隊、アメリカ合衆国沿岸警備隊海上安全保安チーム（MSST）の14の支部などがビデオレイのユーザーである。
海外でもオランダ海軍やノルウェー海軍、サウジアラビア国境警備隊などが防衛や民事検査目的として採用している。

## 企業

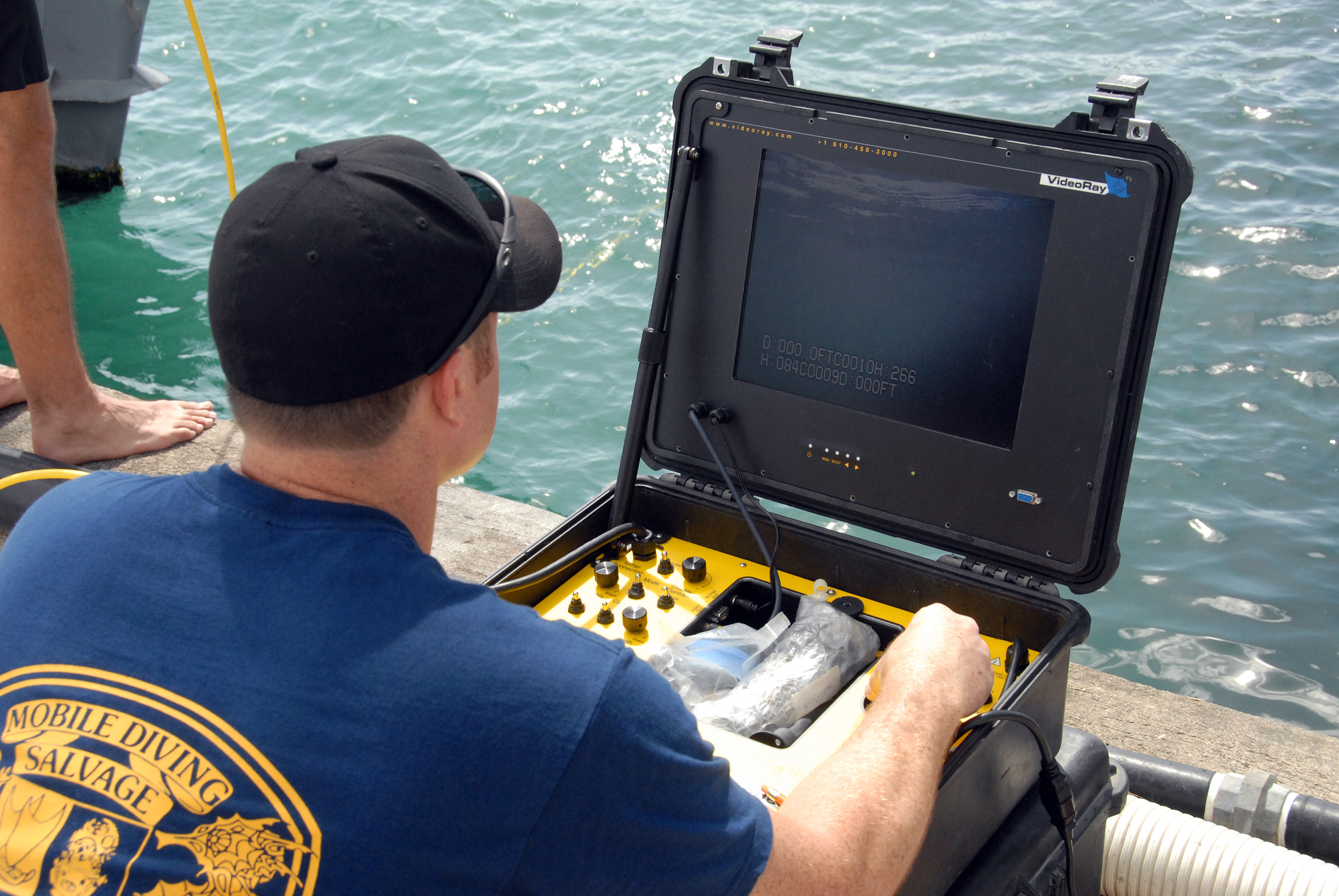
アメリカ海軍で稼働中のビデオレイ

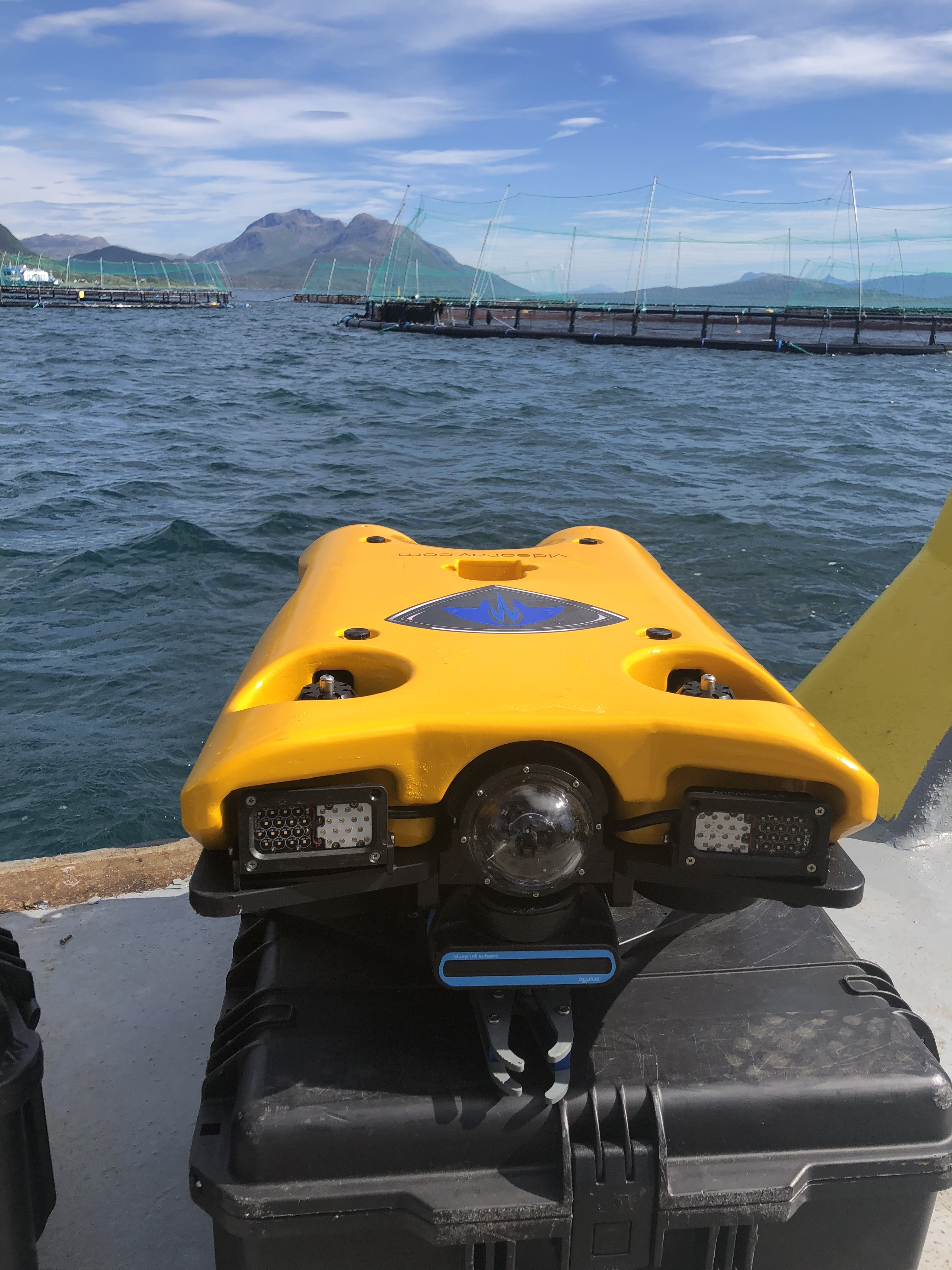
ノルウェーの漁場で利用されるビデオレイ

1999年に設立されたビデオレイLLC社は、またたく間に世界最大の水中ROVの量産メーカーとなり、マイクロROV分野のグローバルリーダーとなった。2018年7月現在で世界中で3,000台以上のビデオレイROVが納入されている。
アメリカ合衆国、ペンシルベニア州のポッツタウンに所在するビデオレイ社は、国際的なビジネスだけでなく、地元の取り組みにも注力している。事業の拡大と大幅な収益増加にも拘らず、未だビデオレイ事業の全てがこの場所において運営されており、33カ国のディーラーが世界中のビデオレイオーナーに対しグローバルなサービスを提供しているが、全ての注文は、ROVの設計、製造、出荷、修理が行われるこのオフィスに直接集約される。
2008年3月、チェスター郡経済開発協議会は、国際ビジネスにおける卓越した業績に対し2008年度のグローブ賞をビデオレイに対し授与している。2012年11月、地元の商工会議所である「トライカウント・エリア・チャンバー・オブ・コマース」は、ポッツタウン区に活況を呈する国際ビジネスをもたらしたとして、ビデオレイ社に対し経済開発賞を授与。2018年5月には、ROV業界のグローバルリーダーシップに対し、グレーターフィラデルフィア世界貿易センター協会から「本年度最優秀企業賞」が授与されている。

## 注目すべき活動
代表的な活動には、南極での氷下調査、マヤ文明の遺物を探すためのユカタン州でのセノーテ探査、ハワイ真珠湾に眠るアリゾナの史上初となる侵入と観測、ネス湖の怪物の捜索、その他の深海活動などがある。
ナショナルジオグラフィックチャンネルのいくつかの放送作品でも紹介が行われている。2011年、アイルランド沖で行われたルシタニア号の沈没船探査を記録したドキュメンタリー番組『Dark Secrets of the Lusitania』で取り上げられている。ROVは内部区画の画像を撮影し、1917年の沈没以来見られなかった遺物などを回収した。